# Ryker's
Ryker's est un groupe de punk hardcore allemand, originaire de Cassel, formé en 1992. Il est composé de Kid D. au chant, Chris à la basse, Grobi à la guitare et Meff à la batterie. 

## Biographie

### Débuts
Les influences du groupes puisent essentiellement dans le New York Hardcore, avec des groupes tels que Agnostic Front, Sick of it All, Slapshot ou encore Cro-Mags.
Dès leur premier album, ces influences sont manifestes. Après avoir publié leur mini album First Blood, en 1995, le groupe débute sa première tournée européenne. Leur quatrième album, Life is a Gamble, en 1999, leur permet de se faire connaître également aux Etats-Unis.Ils se séparent en 2000. 

### Reformations
En 2003, le groupe joue un concert unique au dixième anniversaire du With Full Force. En 2008, ils se réunissent effectuent quelques concerts. En décembre 2012, le groupe annonce une nouvelle réunion pour 2013. Leurs premiers concerts s'effectuent au printemps à Athènes et Lisbonne. Un autre concert suit au With Full Force.
En janvier 2014, le groupe annonce leur apparition au EMP Persistence Tour à Oberhausen et un nouvel album, qui sera publié plus tard cette année. De plus, ils jouent au Myfest à Berlin et à Vienne, au festival Monster Bash à Munich, au New Noise Festival à Karlsruhe, au Dour Festival, au Resurrection Fest, et au Endless Summer Open Air. Ils publient un album intitulé Hard to the Core qui contient huit nouvelles chansons, en mai 2014. via BDHW enregistrements. Il est enregistré en janvier 2014 au Stage One Studio par Andy Classen. En janvier 2015 sort le clip du titre The World As I See It Today et le groupe effectue sa tournée EMP Persistence Tour, en Allemagne, en France, aux Pays-Bas, en Suisse, en République tchèque et en Belgique. Toujours en 2015, ils publient un nouvel album intitulé Never Meant to Last. En septembre 2015 sort le clip du titre High Five In Your Face With A Chair issu du nouvel album. En octobre, ils publient le clip du titre The Outcast’s Voice.
En mai 2017, le groupe annonce l'arribée de Steve Römhild, du groupe Erosion.

## Discographie
Le groupe a publié de nombreux opus, dont :

### Albums studio
- 1994 : Payback Time
- 1994 : Brother against Brother
- 1995 : First Blood
- 1996 : Groundzero
- 1997 : Lesson in Loyality
- 1999 : Life is a Gamble
- 2014 : Hard to the Core
- 2015 : Never Meant to Last
- 2019 : The Beginning... Doesn’t Know The End

### Albums live
- 2000 : From the Cradle to the Grave

### Compilations
- 2000 : Once We Believed (The 'Lost & Found' E.P.'s)

### EP
- 1993 : Kickback 7
- 2020 : Casselfornia Über Alles